# Daniel Jodoin
Daniel Jodoin (ur. 2 marca 1957 w Granby) – kanadyjski duchowny katolicki, biskup Bathurst w latach 2013–2022, biskup Nicolet od 2022.

## Życiorys
Święcenia kapłańskie otrzymał 3 października 1992 i inkardynowany został do archidiecezji Sherbrooke. Pracował przede wszystkim jako duszpasterz parafialny, był także m.in. dyrektorem kurialnego wydziału ds. duchowieństwa.
22 stycznia 2013 papież Benedykt XVI mianował go ordynariuszem Bathurst w metropolii Moncton. Sakry udzielił mu 25 kwietnia 2013 ówczesny arcybiskup metropolita Moncton – Valéry Vienneau.
18 października 2022 papież Franciszek mianował go biskupem diecezji Nicolet.